# Waksmund
Waksmund – wieś w Polsce położona w województwie małopolskim, w powiecie nowotarskim, w gminie Nowy Targ.
W latach 1975–1998 miejscowość administracyjnie należała do województwa nowosądeckiego.

## Położenie
Waksmund usytuowany jest w Kotlinie Nowotarskiej u podnóża Gorców. Leży nad rzeką Dunajec w odległości 4 km na wschód od Nowego Targu, przy drodze wojewódzkiej nr 969 Nowy Targ – Nowy Sącz. Od południa graniczy ze wsią Gronków, od wschodu z Ostrowskiem i częściowo z Łopuszną, od północnego wschodu z lasami Kamienicy, od północy z Porębą, od północnego zachodu z Obidową, a od zachodu z miastem Nowy Targ.

## Historia

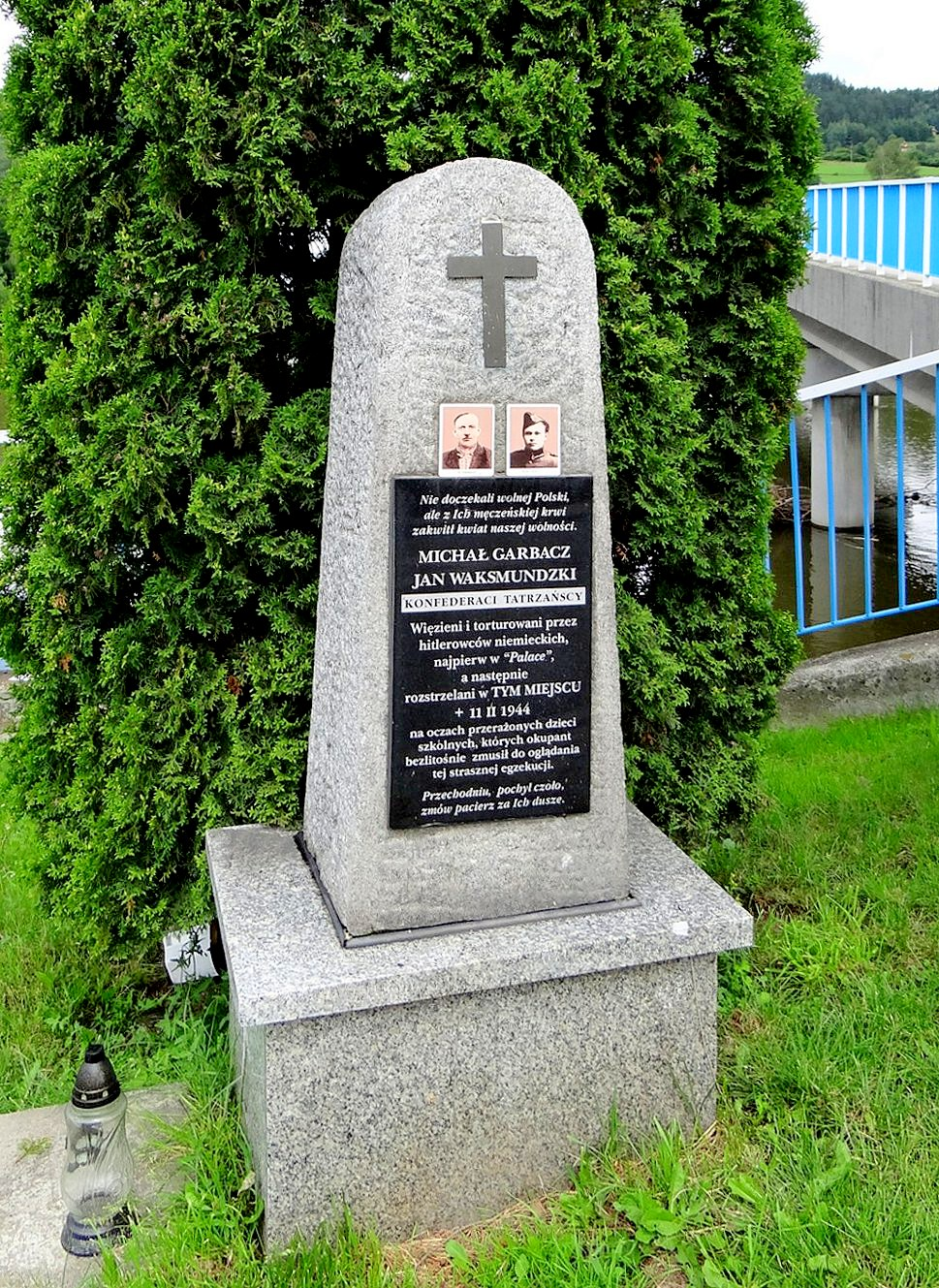
Pomnik Konfederatów Tatrzańskich

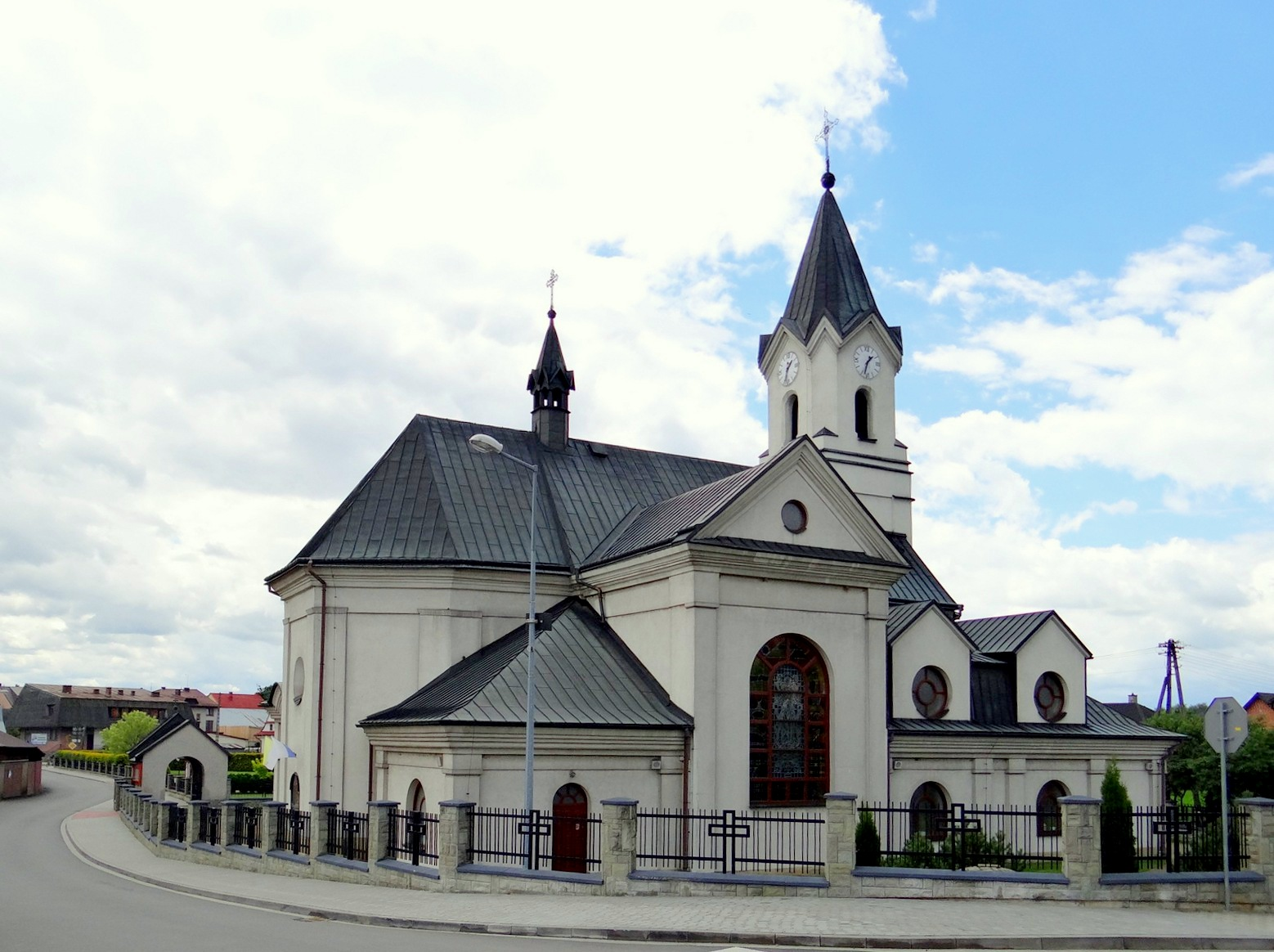
Kościół św. Jadwigi Śląskiej

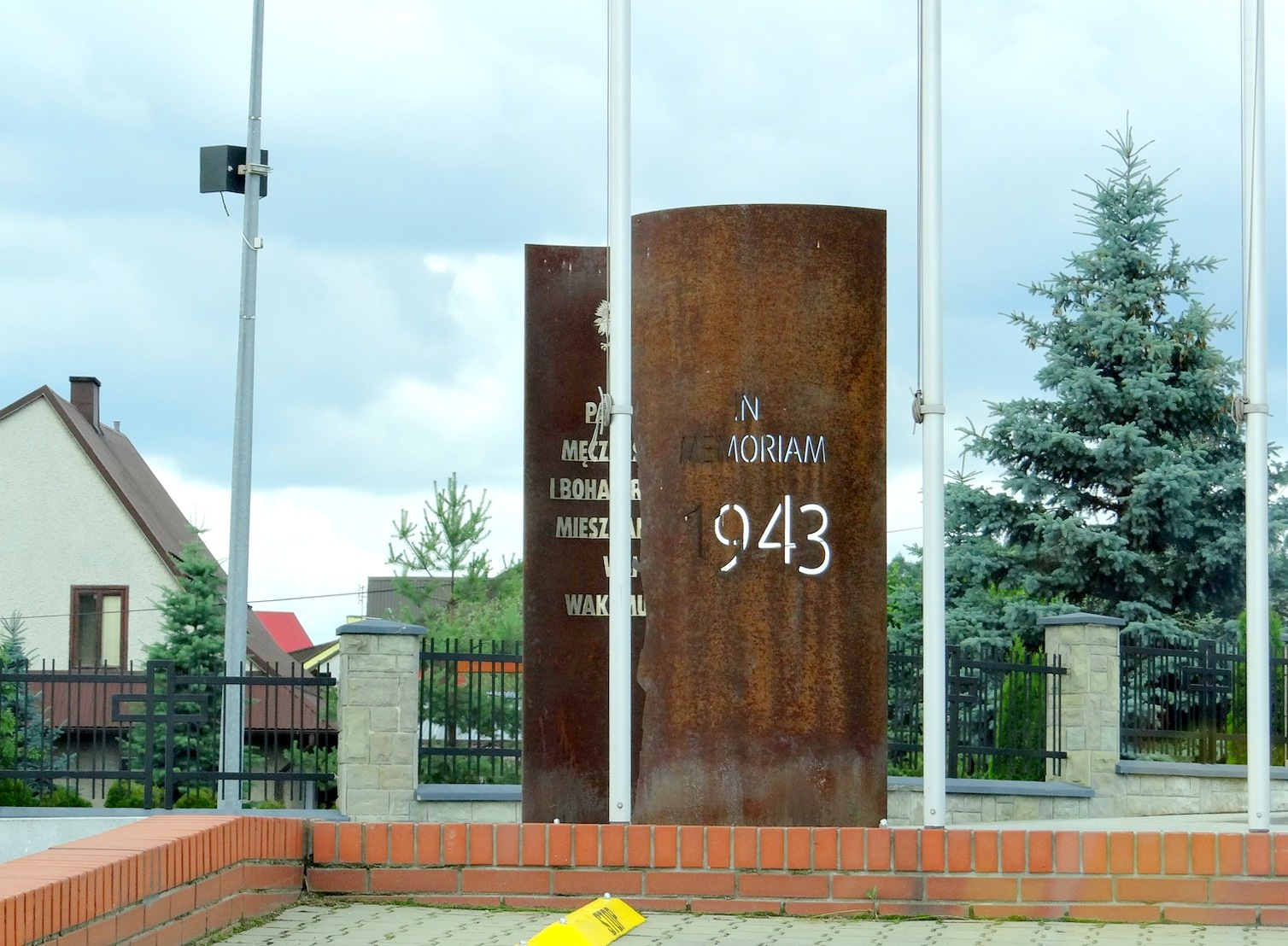
Pomnik Pamięci Mieszkańców Wsi

Założenie wsi przypisuje się księciu Henrykowi Brodatemu i jego żonie Jadwidze, względnie ich synowi Henrykowi Pobożnemu. Przez stulecia nadawano tu na chrzcie dzieciom głównie imiona Henryk lub Jadwiga. Walery Eljasz w swym „Ilustrowanym przewodniku do Tatr, Pienin i Szczawnic” w 1870 r. pisał o Waksmundzie jako o osadzie dawnej, „(...) bo już r. 1234 nadał ją Teodor Cedro, wojewoda Krakowski, Cystersom sprowadzonym do Ludźmirza.”
Historycy podają, że pierwszy kościółek drewniany pod wezwaniem św. Jadwigi w Waksmundzie istniał już w I połowie XIV wieku, parafia została erygowana w 1350. Na miejscu dzisiejszego Waksmundu istniała osada około 1250 roku pod nazwą Wilcze Pole. Nazwa Waksmund (dawniej Wachszmuuth, Waxmund) pojawiła się po osiedleniu kolonistów niemieckich na prawie magdeburskim przed rokiem 1334-38. 7 marca 1334 Benedykt – syn Henryka, sołtysa ze Starego Cła – otrzymał z rąk Kazimierza Wielkiego przywilej. Najstarszymi rodami w Waksmundzie były rodziny Waksmundzkich, Ligęza, Żegotków, Cyrwusów, Smętków, Szpilków i Cesaczy. Waksmund wsławił się już kilkadziesiąt lat po założeniu wysyłając na pole bitwy pod Grunwaldem 5 uzbrojonych mężczyzn, za co wieś w ramach uznania króla Władysława Jagieły dostała polanę, nazwaną później Waksmundzką, wraz z lasem na terenie Tatr.
Wieś królewska, położona w drugiej połowie XVI wieku w powiecie sądeckim województwa krakowskiego, należała do tenuty nowotarskiej.
W 1519 r. parafia w Waksmundzie, nie mogąc zapewnić należytego utrzymania własnemu kapłanowi, została afiliowana do parafii w Nowym Targu.
Wezwanie kościoła w Waksmundzie w ciągu lat ulegało zmianie. Początkowo nosił wezwanie Oczyszczenia Najświętszej Marii Panny, po 1565 r. Wniebowzięcia Matki Bożej, a po 1727 r. patronką świątyni została św. Jadwiga Śląska. Wzmianki historyczne podają, że drewniany kościół z 1628 r., który posiadał dzwonnice i cztery ołtarze, spalił się w 1808 r. W ciągu trzech lat został on zastąpiony drewnianą tymczasową kaplicą. W 1887 r. powstał kolejny kościół, tym razem murowany.
W 1895 r. powstał w Waksmundzie drewniany budynek szkolny, rozbudowany w 1909 r. W budynku tym miejsce znalazły także różne organizacje: chór, koło teatralne, ognisko Związku Podhalan, biblioteka szkolna
W 1900 r. powstała ochotnicza straż pożarna.
W czasie II wojny światowej Waksmund stanowił jeden z najważniejszych w Małopolsce i na Podhalu ośrodków ruchu oporu wobec okupanta niemieckiego, a później komunistycznego. Gorczańskie lasy stanowiły dla waksmundzkich partyzantów znakomite schronienie i punkt wypadowy. Podczas okupacji niemieckiej wieś była dwukrotnie krwawo pacyfikowana. Miejscem tortur i kaźni wielu mieszkańców wsi stał się budynek szkolny. Tutaj bowiem Niemcy prowadzili przesłuchania partyzantów i ich rodzin. 27 lutego 1943 r. wszyscy uczniowie szkoły zostali przymusowo wyprowadzeni na egzekucję dwóch członkach Konfederacji Tatrzańskiej. Na oczach dziatwy szkolnej zostali rozstrzelani Michał Garbacz i Jan Waksmudzki.
W 1966 r. parafia w Waksmundzie dzięki decyzji ks. abp. Karola Wojtyły otrzymała pełnię prawa. W latach 1999–2004 nastąpiła rozbudowana kościoła.
W 2014 r. na miejscu starej szkoły powstał plac z pomnikiem upamiętniającym ofiary niemieckiej okupacji.

## Urodzeni w Waksmundzie
- Andrzej Dzikiewicz (1877–1946) – polski artysta malarz i rzeźbiarz, nauczyciel rysunku.
- Andrzej Waksmundzki (1910–1998) – polski specjalista w zakresie chemii fizycznej, chromatografii, naukowiec i nauczyciel akademicki[16]
- Józef Kuraś pd. „Ogień” (1915–1947) – żołnierz Wojska Polskiego i Armii Krajowej, oficer Batalionów Chłopskich i Urzędu Bezpieczeństwa, dowódca antykomunistycznej partyzantki na Podhalu[17].
- Wojciech Bryja (1945–2017) – ksiądz prałat, proboszcz parafii Matki Bożej Różańcowej w Chrzanowie, honorowy obywatel Chrzanowa[18].

### Klimat
Zauważalny silny wpływ klimatu górskiego. Średnia wieloletnia temperatura powietrza wynosi 5,6 °C. Średnie wieloletnie temperatury stycznia utrzymują się między –4 a –8 °C natomiast w lipcu średnia temperatura – między 14 a 16,5 °C. W okresie wegetacji od kwietnia do października średnia temperatura równa jest 10,6 °C. Roczna amplituda temperatur powietrza to średnio 22 °C. Kotlina Nowotarska jest zastoiskiem mrozowym. Obserwowane jest tu również zjawisko inwersji temperatury. Średnia wieloletnia sumy opadów atmosferycznych dla wsi Waksmund to ok. 800 mm. (min. 620 mm, max. 1170 mm) Opady atmosferyczne pomiędzy listopadem a kwietniem 350–400 mm, natomiast między majem a październikiem 600 – 700 mm. Roczne sumy opadów (między 900–1200 mm) stosunkowo wysokie, należy jednak wziąć pod uwagę, że w półroczu chłodnym są to głównie opady śniegu. Pokrywa śnieżna utrzymuje się ok. 120 dni (średnio 111 dni), tj. stosunkowo długo i w Polsce tylko na terenie Tatr śnieg zalega dłużej. Przeważają wiatry z kierunku południowo-wschodniego i południowego. Kierunki południowe są źródłem największych prędkości wiatrów. Szczególnie silne są wiatry typu fenowego (wiatr halny), zwłaszcza zimą i wiosną. Średnie roczne zachmurzenie waha się w granicach 60–65%. Teren Waksmundu należy do XXI Dzielnicy Karpackiej rolniczo-klimatycznej wyróżnionej przez Gumowskiego. W związku z niską średnią temperaturą i dużą liczbą dni zalegania pokrywy śnieżnej okres wegetacji roślin trwa tylko 189–190 dni, gdy dla Polski środkowej 200–210 dni. Okres wegetacyjny na tym terenie rozpoczyna się pomiędzy 25 marca a 5 kwietnia i trwa do początku listopada. Ostatnie wiosenne przymrozki występują około 20 maja a najpóźniejsze około 20 czerwca. Temperatury poniżej –2 °C notuje się nawet w maju i czerwcu. Najwcześniej przypadające przymrozki jesienne występują około 20 sierpnia, późniejsze około 15 września. Liczba dni przymrozkowych to około 150, mroźnych ponad 8.

### Ukształtowanie terenu
Waksmund leży w najszerszej części Kotliny Orawsko-Nowotarskiej. Główną cechą rzeźby terenu jest występowanie form akumulacyjnych przeobrażonych erozyjnie. Teren pofałdowań kenozoicznych tzw. alpidów. Skały osadowe pochodzące z ery kenozoicznej, okresu trzeciorzędowego, oligocenu i eocenu. Są to głównie łupki i piaskowce oraz w niewielkie mierze piaski, iły i margle z holocenu powstałe w wyniku sedymentacji fliszowej. Na wysokości ok. 650–700 m n.p.m. zalegają utwory neogeńskie. W okresie najstarszego zlodowacenia Tatr (Mindel) zasypanie kotliny sięgało 70–90 m nad korytem Dunajca. Z okresu tego przetrwały żwiry jedynie na Waksmundzkiej Górze. W drugim okresie glacjalnym (Riss) zasypanie kotliny było mniejsze, pozostałością jest masa skalno-osadowa ciągnąca się od Waksmundu do Łopusznej. Od strony północnej znajdują się Gorce. Główną cechą rzeźby górskiej są promieniście rozbiegające się grzbiety i doliny od Turbacza. Dolne stoki nad Waksmundem posiadają gęsty zespół wcisów. Jest to teren o wysokości między 500 a 700 m n.p.m., pagórkowaty.

### Gleby
Na terenie wsi i w jej pobliżu występują gleby bielicowe, brunatne, a po obu stronach Dunajca mady. Procentowy udział powierzchni tych gleb w powierzchni użytków rolnych przedstawia się następująco:
- bielicowe 58,4%
- brunatne 26,2%
- mady 13,6%
- glejowe 1,8%

Gleby bielicowe powstały z glin średnich pylastych i piaszczystych, przeważnie podścielonych gliną ciężką. Są to gleby kwaśne, o słabej zasobności w fosfor i potas oraz mało korzystnych stosunkach wodno-powietrznych. Gleby brunatne należą do podtypu wyługowanych i kwaśnych, gdyż powstały ze zwietrzałych skał o spoiwie niewęglanowym. Z mad na terenie Waksmundu dominują powierzchniowo mady brunatne. Istniejące w Waksmundzie i okolicy gleby glejowe są nanosami rzecznymi. Gleby wykorzystywane rolniczo tutaj to gleby klasy V i VI. Powierzchnia wsi wynosi 1515 ha, w tym ok. 37% lasów. Użytki rolne zajmują powierzchnię 590 ha, w tym 230 ha gruntów ornych.

### Wody

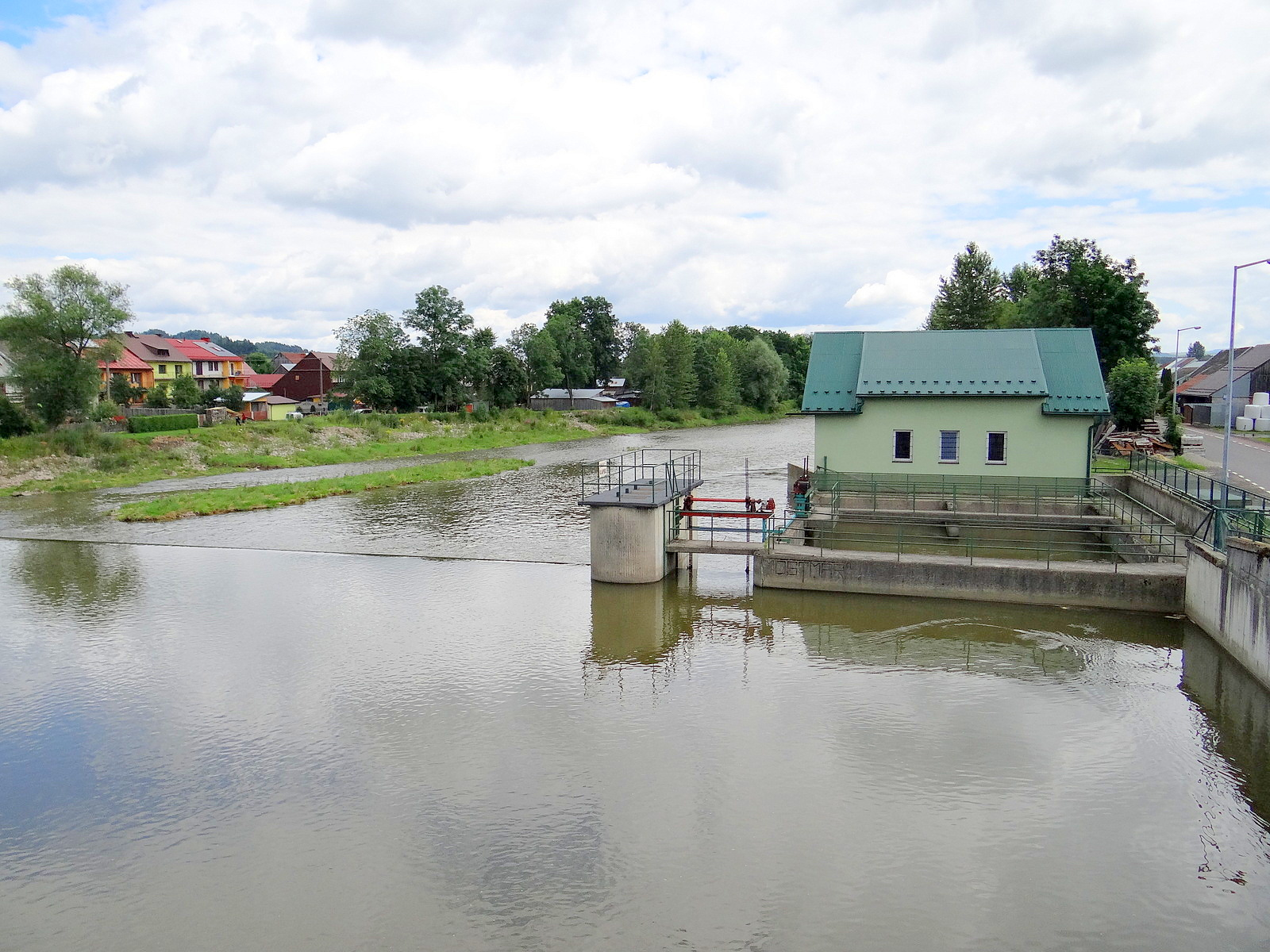
Mała Elektrownia Wodna na Dunajcu

Przez Waksmund przepływa rzeka Dunajec, która jest prawym dopływem Wisły. Stan wód rzecznych i podziemnych zmieniają się okresowo, zależą od natężenia opadów i temperatury powietrza. Maksimum wiosenne wywołane jest roztopami śniegu, a letnie dużymi opadami deszczu. Najniższy poziom wód obserwowany jest w okresie jesienno-zimowym. Dunajec jest rzeką o zasilaniu śnieżno-deszczowym więc i brak opadów powoduje opadanie stanu wody, a obfite deszcze – powodzie. Duże wezbrania wód Dunajca występują średnio co 4–6 lat, a groźne co 8–10 lat. Największa powódź nawiedziła Waksmund w 1934 roku. Poziom wody wzrósł o 367 cm, a wzrost fali wyniósł 30 cm/godz. Wieś była 4 dni pod wodą, na Podhalu zalana była powierzchnia 5100 ha. Ostatnia powódź, w 1997 roku była bardzo gwałtowna, ale trwała krócej. Wyrządziła bardzo duże szkody. Została zalana większość wsi o jednego „brzyzku” do drugiego, czyli stromych obniżeń od strony Gorc i południowej, stanowiące granice starorzecza Dunajca. Pod wodą były cała „Zawoda” – ul. Długa, okolice kościoła z ul. Nadwodnią i Kościelną, cześć cmentarza, prawie cała Rówień i ulica Nowotarska od ul. Kościelnej w stronę Ostrowska. Były też lokalne podtopienia spowodowane przez potoki i niewydolną kanalizację burzową. Według znaku na kościele stan wody był wyższy niż w roku 1934.
Wody na terenie Waksmundu są zmineralizowane, średniotwarde. Wody podziemne należą do Ia i Ib klasy wód. Studnie na terenie wsi mają stosunkowo dużą wydajność jednostkową, jest to średnio 10–30m³/h. Wody Dunajca, jeśli chodzi o czystość, należą do pozaklasowych. O niskiej jakości wód Dunajca na odcinku Waksmundu decydują wysokie wskaźniki zawiesiny ogólnej, poziom pH oraz duża ilość bakterii E. coli. Wody te przyjmuje oczyszczalnia wód w Łopusznej. W 1999 roku na rzece Dunajec w Waksmundzie wybudowano w miejsce uszkodzonego powodzią, nowy most łączący północną część wsi z częścią południową. Korzystając ze środków Unii Europejskiej, postawiono w bezpośrednim sąsiedztwie mostu elektrownię wodną o mocy 300 kW.

### Flora
Zaobserwowano strefowość komponentów środowiska, której konsekwencją jest duża różnorodność gatunkowa szaty roślinnej. Nad wsią, na stokach Gorców dominuje las, który częściowo został zasadzony po II wojnie światowej. W piętrze podgórskim jest on mieszany, iglasto-liściasty, wyżej iglasty, głównie świerkowy. Świerk tworzy tutaj drzewostany zwarte, stąd poszycie i runo są ubogie. Wśród lasów występują polany łąkowe, bogate gatunkowo, choć ich skład został zmieniony przez działalność człowieka. Nad Dunajcem dominuje roślinność łęgowa z zaroślami olszynowymi i wierzbowymi. Najbliżej położonym parkiem jest Gorczański Park Narodowy.

## „Brama w Gorce”
Na obrzeżu wsi w dolinie leśnej, nad potokiem Mały Kowaniec, znajduje się najdłuższa w Polsce i w Europie ścieżka w koronach drzew. Ta ścieżka turystyczna znajduje się na terenie Centrum Przyrodniczo-Edukacyjnego „Brama w Gorce”.

## Sport
We wsi działa klub sportowy Huragan Waksmund.